# モン・ヴァントゥ
モン・ヴァントゥ (Mont Ventoux) は、フランス南部、プロヴァンス＝アルプ＝コート・ダジュール地域圏にある山。

## 概要
標高1912m。「プロヴァンスの巨人」という異名を持つ。vent はフランス語で「風」を意味し、その名の通りに山頂部は風が強く、ミストラルの季節ともなると45m/sを越す突風が吹き荒れ、山頂へ至る道路が閉鎖されることも間々ある（実際、後述するツール・ド・フランスの2016年大会では当初山頂まで登ってフィニッシュする予定だったコースが前日になって6km短縮されシャレ・レイナールがゴールとなった）。
この山はアルプスにもピレネーにも属さず、リュベロン山地の西方に立つ独立峰である。ちょうど西側山麓の丘陵地帯にはダンテル・ド・モンミライユがある。山頂部は木立どころか潅木すらなく、むき出しの石灰岩が転がる荒涼とした景観が広がる。頂上部近くは非常に温度が低く、そのためスカンジナヴィア半島の北に浮かぶスピッツベルゲン島（北緯78度）地方の植物、例えばスピッツベルゲンユキノシタやグリーンランドの罌粟（けし）などが生育しているという珍しい山である。山には、針葉樹林の森が散在している。これは数世紀前から造船のために木が切り出されてきた結果である。この不毛のピークは、遠方から望むと一年中雪を抱いているかのように錯覚させる。ローヌ渓谷を睥睨する孤立した姿はこの地域一帯を威圧し、晴天時には何マイルも彼方から観望を可能にする。山頂からの眺望は期待違わず素晴らしい。
ファーブルはこの山に、カルパントラやセリニャンに住んでいた時（1842-1890年）には、前後25回も上っている。この山の植物や昆虫が彼を引きつけた。彼は自分はヴァントゥ山の生き字引だと言っている。
山頂近くには相当古くから陸軍の観測所があり、近年（2000年代）ではラジオやテレビのための巨大なアンテナが立てられている。また、スキー熱で中腹のサン・スランやシャレ・レイナールはスキーの好適地になっている。さらに、ペトラルカが、1336年に登山したことを記す記念碑がある。
ツール・ド・フランスの舞台として著名であり、また市民レーサーや自転車愛好家にも愛される山で、山頂の売店には自転車関連グッズが多数売られている。山頂へのルートとしては大別して三種類あり、最も著名でツールでも最も多く登場するのは南のベドアンからのルート（距離21.8km、高度差1,617m）だが、ほかにも北西側のマロセーヌからのルート（距離21.5km、高度差1,570m）や東側のソーからのルート（距離26km、高度差1,210m）もある。ベドアンからのルートが最も厳しいとされ、マロセーヌルートもほぼ同等程度の厳しさとみなされ、ソーからのルートが最も容易とみなされている。

## 自然・環境
モン・ヴァントゥはアルプス山脈と地中海の間に位置するため、多様な植物相と動物相がある。頂上には約60種の希少種、周辺地域には1,200種を超える植物があり、ブナ属やビャクシン属などの多様な樹木およびアキザキスノーフレーク属のAcis fabrei、マンテマ属のSilene petrarchaeなどの固有種が生える。1,400種を超えるチョウ、イヌワシ、ハヤブサ、クロガシラムシクイ、キンメフクロウなどの120種以上の鳥類およびシャモア、アカシカ、ムフロン、ノロジカなどの哺乳類が見られる。
一帯はユネスコの生物圏保護区として指定されている。

## ツール・ド・フランス
自転車ロードレースの最高峰「ツール・ド・フランス」では、この山は最高難度の山岳ステージの舞台として知られ、幾多の伝説に彩られてきた。1951年に初めてルートに登場してから現在までに山頂ゴールとして9回、ステージ途中の峠として6回使われている。山の南側に位置するベドアンから頂上へ至る21.1kmの道のりの平均斜度は7.6%、標高差1617mである。ただし、ベドアンからサン・テステーヴまで5.8kmの平均斜度は3.9%と比較的緩やかであり、残りの16kmの平均斜度は8.9%となっている。ツールにおいて幾多のドラマを生み出してきた。歴代優勝者にはレイモン・プリドール、エディ・メルクス、ベルナール・テブネ、マルコ・パンターニ、リシャール・ヴィランクなどその時代のスター選手が名を連ねている。
1967年7月13日、イギリス人の著名なレーサー、トム・シンプソンが、服用していたアンフェタミンとアルコール、そして熱中症の複合作用によりレース中に死亡した。これがモン・ヴァントゥに悪評を招きよせ、今日に至るまで「死の山」「魔の山」と形容される所以である。山頂直下にはシンプソンの記念碑が建立されており、自転車ファンの聖地となっている。1970年には、かのエディ・メルクスがこの山頂ゴールを制したもののリタイヤ寸前にまで追い込まれている。彼はゴール後に酸素吸入を必要とするほどのダメージを受けていたが、その後のステージでも総合首位を守り、結局は総合優勝を勝ち取った。
2000年の第11ステージでは、ピレネーでランス・アームストロング選手に遅れを取ったクライマーのマルコ・パンターニ選手が、このステージでもメイン集団から遅れ気味であったが、メイン集団が牽制気味の間に追いつくと、逆にアタック。これについていったのがアームストロングだけであった。パンターニとアームストロングは終盤まで協調して後続と差をつける。パンターニは抜けだしを図りたいが、アームストロングを振り切れなかった。しかしゴール前ではパンターニのスプリントに対しアームストロングは反応しなかった。これはアームストロングにも余力があったが、パンターニに敬意を払ってステージ優勝を譲ったためとされた（総合優勝を狙う選手は、協調してゴール前まで来た選手に勝ちを譲るのが美徳とされていた）。しかし後日談として、パンターニはこのアームストロングの「勝ちを譲った」発言に激怒したとされ、前日まで互いを称えあっていたが、一転して険悪な関係となった。これは尾を引き、後のアルプスではパンターニの自爆的なアタックにアームストロングも引きずられてしまい、総合争いをしているライバルからタイムを失ってしまった（そのステージでパンターニは棄権）。
2009年の第20ステージでは、総合優勝はほぼアルベルト・コンタドール選手に決していたが、総合2位・3位争いがまだ白熱していた。コンタドールのチーム・メートで復帰したランス・アームストロング選手も、当初はチーム内でのエース争いがあったが、この時点では表彰台が目標となっていた。そしてシュレック兄弟がこの2人に対して総合首位、そして総合3位争いを仕掛ける形となっており、さらにトラック競技での世界チャンピオンであるブラッドリー・ウィギンズも周囲を驚かせる登坂力をみせており、総合3位の座をねらっていた。シュレック兄弟の弟であるアンディ・シュレックは総合2位から総合首位への逆転の可能性にかけていたが、コンタドールが盤石であるため、途中から兄のフランク・シュレックを総合3位に引き上げるためのアシストに徹した。そしてその総合3位を目指すアームストロングとフランク・シュレックには、引き離してもいつも間にかマイペース走法で追いついてくるウィギンズの存在があり、時には協調してウィギンズを引き離し、時には牽制し合った。一方でステージ優勝は逃げ集団からトニー・マルティン選手とマヌエル・ガラテ選手に絞られ、一時はガラテが独走するものの強風に苦戦している間にマルティンが追い付くなど、激しい展開になった。最後はガラテが勝ち、マルティンが僅差で敗れた。一方で総合争いのメイン集団では、なんどアタックで振り落としても復活してくるウィギンズをなんとか突き放し、4人がほぼ同タイムでゴール。結果アームストロングが総合3位に入り（後に剥奪）、タイム差をつけさせなかったウィギンズは総合4位（後に繰り上げで3位）となり、2012年で総合優勝を果たすポテンシャルをこの年に見せつけた。
2013年の第15ステージでは、前年にブラッドリー・ウィギンズをアシストしながらも、自身が最強クライマーであることを示していたクリス・フルーム選手が、この年にツールにデビュー、コロンビア人らしく山に強いところをみせていたナイロ・キンタナと抜け出す展開となったが、フルームがキンタナに協調を申し込んだものの、言葉が通じないためにフルームは諦めて先に行き、ステージ優勝を果たし、総合優勝の一助とした。キンタナはこの年総合2位、ヤング・ライダーと山岳賞ジャージを獲得した。
2016年の第12ステージでは、強風によりゴール地点が山腹に変更になり、そのために本来のゴール前にいた観客が山腹にどんどん降りて来たため、通常の年よりもさらに密集状態になった。急遽の変更であったために観客を制限するバリケードの設置も間に合わず、メイン集団からアタックで抜け出した総合首位のクリス・フルーム選手を含む3人の集団を撮影するバイク・カメラが観客によって立ち往生し、リッチー・ポート選手が追突。フルームとバウク・モレマ選手も次々に玉突き衝突して落車する事故が起こった。3人とも怪我はないものの、総合首位のフルームの自転車は完全に壊れてしまい、しかも替えの自転車を積んだチーム・カーは観客でなかなか上がってこられなかった。そのためにパニックになったフルームは壊れた自転車を置き去り、走って山を登り始めてしまった。バリケードの設置がなされた場所でようやくニュートラル・カーから主催者が準備した代替の自転車に乗ったが、靴とペダルを固定する留め金が合わず、結局チーム・カーを待つ羽目になり、その間に総合3位のナイロ・キンタナ選手を含むメイン集団に抜かれてしまい、総合首位から陥落した。さらに悪いことに、ゴール後には、自転車を置いて走ったフルームの行動が問題となり（担いで走る場合はルール違反とならない）、失格の可能性も示唆された。しかし審判団は逆にフルームのチーム「SKY」の抗議を受け入れ、事故当時にフルームと同じ集団でいながら、ほぼ無傷で乗り切ったバウク・モレマのゴールと同タイムでのゴールを特例として認め、フルームは総合首位を回復。さらに逆にモレマは総合3位のキンタナより早くゴールしていたため、フルームはキンタナとのタイム差を広げることになった。
2021年の第15ステージでは、頂上ゴールではないものの、モン・ヴァントゥを2回登るという設定が話題となった。1周目は第1ステージでの覇者ジュリアン・アラフィリップ選手が先頭通過で健在なところを見せたが、2周目には3人の選手を先頭集団に要する「トレック・セガフレド」が有利であった。そこからアタックした同チームのエリッソンドのアタックをアラフィリップとファン・アールトが追い、「トレック」のモレマが2人にタダ乗りする展開になったが、そこから抜け出したのは、すでに登りもこなせるという定評はあった、ワウト・ファン・アールト選手であった。エリッソンド選手も抜いたファン・アールト選手がステージ優勝。ファン・アールト選手は後の第20ステージでの個人タイム・トライアルでも勝利した上に、なんと最終第21ステージでのシャンゼリゼにおけるスプリント勝負も制し、山岳、個人タイム・トライアル、平坦スプリントの3つを制した。
また、ツールのコースにない場合でも、6月にフランスで開催されるツールの前哨戦でもあるクリテリウム・ドゥ・ドーフィネでも頻繁に使われる。2008年3月の パリ～ニースでも取り入れられたが頂上は雪で覆われており、標高で500mほど下がったモンスラン峠がゴールとなった。

### モン・ヴァントゥにおける記録
現在の登坂記録は、2004年のドーフィネにおけるイバン・マヨの55分51秒である。

#### モン・ヴァントゥがゴール地点
| 年   | 区間 | スタート地点   | 行程距離(km)  | カテゴリ | 区間優勝者                   | 国籍           | 総合首位者                   |
| ---- | ---- | -------------- | ------------- | -------- | ---------------------------- | -------------- | ---------------------------- |
| 1958 | 18   | ベドアン       | 21.5 (個人TT) | 1        | シャルリー・ゴール           | ルクセンブルク | ラファエル・ジェミニアーニ   |
| 1965 | 14   | モンペリエ     | 173           | 1        | レイモン・プリドール         | フランス       | フェリーチェ・ジモンディ     |
| 1970 | 14   | ギャップ       | 170           | 1        | エディ・メルクス             | ベルギー       | エディ・メルクス             |
| 1972 | 11   | モギオ         | 207           | 1        | ベルナール・テヴネ           | フランス       | エディ・メルクス             |
| 1987 | 18   | カルパントラ   | 36.5 (個人TT) | HC       | ジャンフランソワ・ベルナール | フランス       | ジャンフランソワ・ベルナール |
| 2000 | 11   | カルパントラ   | 149           | HC       | マルコ・パンターニ           | イタリア       | （ランス・アームストロング） |
| 2002 | 14   | ロデーヴ       | 221           | HC       | リシャール・ヴィランク       | フランス       | （ランス・アームストロング） |
| 2009 | 20   | モンテリマール | 167           | HC       | フアン・マヌエル・ガラテ     | スペイン       | アルベルト・コンタドール     |
| 2013 | 15   | ジヴォール     | 242.5         | HC       | クリス・フルーム             | イギリス       | クリス・フルーム             |

#### モン・ヴァントゥを通過した区間
| 年   | 区間 | カテゴリ | スタート地点               | ゴール地点   | 首位通過者                 | 国籍     |
| ---- | ---- | -------- | -------------------------- | ------------ | -------------------------- | -------- |
| 1951 | 18   | 1        | モンペリエ                 | アヴィニョン | ルシアン・ラザリデ         | フランス |
| 1952 | 14   | 1        | エクス＝アン＝プロヴァンス | アヴィニョン | ジャン・ロビック           | フランス |
| 1955 | 11   | 1        | マルセイユ                 | アヴィニョン | ルイゾン・ボベ             | フランス |
| 1967 | 13   | 1        | マルセイユ                 | カルパントラ | フリオ・ヒメネス           | スペイン |
| 1974 | 12   | 1        | サヴァヌ＝ル＝ラク         | オランジュ   | ゴンサロ・アハ             | スペイン |
| 1994 | 15   | HC       | モンペリエ                 | カルパントラ | エロス・ポーリ             | イタリア |
| 2021 | 11   | 1        | ソルグ                     | マロセーヌ   | ジュリアン・アラフィリップ | フランス |
| 2021 | 11   | HC       | ソルグ                     | マロセーヌ   | ワウト・ファン・アールト   | ベルギー |

#### モン・ヴァントゥの山腹がゴールに設定された区間
| 年   | 区間 | カテゴリ | スタート地点 | ゴール地点                      | 首位通過者           | 国籍     |
| ---- | ---- | -------- | ------------ | ------------------------------- | -------------------- | -------- |
| 2016 | 12   | HC       | モンペリエ   | シャレ・レイナール(山頂6km手前) | トーマス・デ・ヘント | ベルギー |